# Distichophyllum nigricaule
Distichophyllum nigricaule là một loài Rêu trong họ Hookeriaceae. Loài này được Mitt. ex Bosch & Sande Lac. mô tả khoa học đầu tiên năm 1862.